# Салахдін Хмієд
Салахдін Хмієд (араб. صلاح الدين حميد, нар. 1 вересня 1961) — марокканський футболіст, що грав на позиції воротаря за клуб ФАР (Рабат) та національну збірну Марокко.

## Клубна кар'єра
На клубному рівні грав за ФАР (Рабат). 

## Виступи за збірну
Залучався до лав національної збірної Марокко. 1986 року був учасником чемпіонату світу в Мексиці та Кубка африканських націй в Єгипті. На обох турнірах був дублером Еззакі Баду.